# Продовження (фільм)
«Продовження» («Aeg maha») — радянський телефільм 1974 року, знятий режисером Беном Друєм і Тинісом Каском на Естонському телебаченні.

## Сюжет
У фільмі розвиваються дві паралельні лінії — у військовому та теперішньому часі. Про соціальні та етичні проблеми. Молода подружня пара, Тоомас та Айлі стоять перед вибором: впустити у своє життя маленького громадянина світу або все більше поспішати до наступних тимчасових цілей. Вітчим Тоомаса, Март, пов'язаний із сином трагічною подією воєнного часу, хоче допомогти юнакові, хоча навіть шукає відповіді на запитання: у чому сенс нашого життя та буття?

## У ролях
- Хейно Мандрі — Март (дублював Ігор Єфімов)
- Ігор Кан — Кудрявцев, старший лейтенант/генерал
- Тиніс Рятсепп — Тоомас
- Елле Кулль — Айлі
- Фердинандас Якшіс — Кароль, поляк, в'язень концтабору
- Усмон Довронов — сержант Сулейман
- Кенно Оя — Тоомас Гросс, американський військовий льотчик
- Харійс Лієпіньш — німецький військовий лікар
- Хелле-Реет Хеленурм — Рійна
- Петер Тоома — Міхкель, головлікар
- Маті Клоорен — Отт
- Тоомас Сійлсалу — Тоомас, новонароджений
- Іта Евер — епізод
- Александер Клейнот — старий-німець
- Катрін Кальде — Брунгільда, молода німкеня
- Антс Йигі — листоноша
- Віктор Шиванков — епізод
- Еллен Алакюла — медсестра
- Сігрід Аамісепп — гостя на дні народження
- Тійна Алла — гостя на дні народження
- Райво Рікнерь — гість на дні народження
- Віктор Гур'єв — чоловік у телевізорі
- Георг Отс — чоловік у телевізорі
- Самуель Тяягер — гість на дні народження

## Знімальна група
- Режисери — Бен Друй, Тиніс Каск
- Сценаристи — Ханс Луйк, Юрі Мююр
- Оператор — Юрі Гаршнек
- Композитор — Уно Найссоо
- Художник — Тійу Юбі